# Steinhardtita
La steinhardtita és un mineral de la classe dels elements natius que pertany al grup del ferro. Rep el nom en honor de Paul Joseph Steinhardt (Washington, D.C., EUA, 25 de desembre de 1952), professor del departament de física de la Universitat de Princeton pel seu estudi de la mineralogia del meteorit del Khatirka.

## Característiques
La steinhardtita és un mineral de fórmula química Al0.38Ni0.32Fe0.30. Va ser aprovada com a espècie vàlida per l'Associació Mineralògica Internacional l'any 2014. És un al·lòtrop de l'alumini. Cristal·litza en el sistema isomètric.
Segons la classificació de Nickel-Strunz la steinhardtita pertany a «01.AA - Metalls i aliatges intermetàl·lics de la família coure-cupalita» juntament amb els següents minerals: alumini, coure, or, plom, níquel, plata, auricuprur, cuproaurur, tetraauricuprur, anyuiïta, khatirkita, novodneprita, cupalita, hunchunita, stolperita, hollisterita, icosaedrita, kriatxkoïta i proxidecagonita.
L'exemplar que va servir per a determinar l'espècie, el que es coneix com a material tipus, es troba conservat a les col·leccions mineralògiques del Museu d'Història Natural de la Universitat de Florència, a Itàlia, amb el número de catàleg: 3142/i.

## Formació i jaciments
Va ser descoberta al meteorit del Khatirka, trobat l'any 2011 al massís d'Iomrautvaam, al districte autònom de Txukotka (Rússia), on es troba en forma de rars cristalls de fins a 10 μm de diàmetre. Aquest meteorit és l'únic lloc a tot el planeta on ha estat descrita aquesta espècie mineral.